# Racketlon
Racketlon is een sport die al lange tijd beoefend wordt in landen als Zweden, Finland, Verenigd Koninkrijk, België en Oostenrijk. In Nederland wordt de racketvierkamp met de komst van de Racket4s sinds 2003 actief beoefend.
Het racketlon kent, naast het enkelspel, ook het dubbelspel en het gemengd dubbelspel.
De Internationale Racketlonfederatie (IRF) is in 2000 opgericht en organiseert jaarlijks een World Tour van racketlontoernooien met afsluitend een wereldkampioenschap.

## Regels
Bij racketlon strijden twee spelers tegen elkaar in de vier racketsporten tafeltennis, badminton, squash en tennis. Een wedstrijd bestaat uit vier sets, één in elke sport. De vier disciplines worden kort na elkaar afgewerkt. De disciplines worden afgewerkt in volgorde van racketgrootte (tafeltennis, badminton, squash, tennis), tenzij de infrastructuur van de locatie deze volgorde niet toelaat. Men krijgt slechts beperkte tijd om zich voor te bereiden op de volgende racketdiscipline. Elke set wordt gespeeld tot 21 punten. De winnaar (beste allround racketspeler) is degene met de meeste punten en niet degene die de meeste sets wint. Bij racketlon telt ieder punt dus even zwaar mee. Racketlon vereist, naast een beheersing van de vier racketsporten, een geheel eigen wedstrijdtactiek.

### Puntentelling
- Vier sets tot 21 punten: één set in zowel tafeltennis, badminton, squash als tennis. Bij 20-20 wordt de set verlengd, totdat een speler twee punten verschil heeft.
- Running score: elk punt telt, ongeacht welke speler serveert.
- Totaalscore telt: de winnaar is de speler, die na de vier gespeelde sets in totaal de meeste punten heeft behaald. D.w.z. dat bijvoorbeeld een speler die drie sets heeft verloren, toch de totale wedstrijd kan winnen. De wedstrijd wordt afgebroken, zodra een speler een voorsprong heeft die niet meer is in te halen (uitgezonderd poulewedstrijden).
- 'Gummiarm' Tiebreak: wanneer het totale puntenaantal na vier gespeelde sets van beide spelers gelijk is, wordt er één beslissingspunt (bekend als Gummiarm Tiebreak gespeeld bij het tennis (respectievelijk de laatste racketdiscipline, in het geval de normale volgorde niet wordt aangehouden). De serveerder wordt bepaald door een toss. De winnaar of de toss mag de serveerder bepalen of de speelzijde. De verliezer van de toss, krijgt de overgebleven keuze. De serveerder bepaalt vanuit welke zijde (links of rechts) die serveert. Om het serveerdersvoordeel in te perken, wordt er bij het tennis geen tweede opslag gespeeld.

### Opslag en wisselen van speelhelft
- Toss: voor aanvang van een wedstrijd wordt eenmaal getost. De winnaar van de toss, mag bepalen of die bij tafeltennis en squash of bij badminton en tennis wil beginnen met serveren.
- Wissel van speelhelft: wanneer één van beide spelers elf punten heeft behaald in een discipline wordt er van kant gewisseld (behalve bij squash) en een pauze van 60 seconden ingelast. De uitzondering is squash – een speler mag, wanneer de eerste speler elf punten behaald heeft, verzoeken om een pauze.
- Opslag: elke speler heeft telkens twee opslagen op een rij. De speler begint steeds van rechts naar links en serveert altijd in volgorde van links naar rechts (uitzondering tafeltennis). De opslagregels zijn conform de desbetreffende regels van de racketdiscipline.
- Vanaf stand 20-20 wisselt de opslag na ieder punt.

## Geschiedenis

### Idee
Naar voorbeeld van biatlon, triatlon en de tienkamp is het racketlon ontstaan met het idee om de meest gespeeld racketsporten in Europa te combineren. Potentiële spelers komen uit alle vier de racketsporten. Het idee van de marathon, waarbij zowel topsporters als hobbysporters deelnemen, wordt overgenomen. In Oostenrijk, waar racketlon vroeger bekend stond als Schlägervierkampf worden sinds 2003 toernooien georganiseerd.

### Begin
De sport vindt zijn oorsprong in Zweden en Finland. Finland heeft sinds de jaren tachtig racketlon tradities. Peter Landberg was aanvankelijk een van de drijvende krachten en bedacht de naam racketlon. Racketlon is nu een geregistreerd handelsmerk van Peter Landberg en Racketlon.com. In Zweden worden sinds 1989 de Zweedse kampioenschappen gespeeld, voornamelijk in de Enskede Rackethall, in  Årsta, gemeente Stockholm. Het eerste wereldkampioenschap werd gehouden in Göteborg in 2001, maar was een pure confrontatie tussen Finland en Zweden. Sindsdien is de sport sterk gegroeid, aan het WK van 2012 in de Enskede Rackethall namen bijna 500 deelnemers van over de hele wereld deel.